# Bohumil Eliáš mladší
Bohumil Eliáš mladší (* 1. dubna 1980 Praha) je český sochař, malíř a sklář.

## Život

### Vzdělání
- 1979–80 Střední uměleckoprůmyslová škola sklářská, Kamenický Šenov
- 2001–07 Akademie výtvarných umění v Praze, sochařský ateliér prof. Jana Hendrycha

### Členství ve spolcích výtvarníků
- Spolek výtvarných umělců Mánes
- Skupina Rubikon (1998)

## Dílo
Současná tvorba Bohumila Eliáše ml. má podobu paralelně rozvíjených linií malby, práce s plochým sklem, tavených skleněných plastik i sochařského vyjádření v kameni či nových umělých materiálech. V této mnohosti poloh navazuje na velkorysý rozmach svého otce, Bohumila Eliáše staršího (1937–2005), který patřil mezi přední osobnosti výtvarné scény v oblasti ateliérové sklářské tvorby a přinesl do oboru velmi osobitý styl spojující sklo se sugestivní malbou.

### Skleněné plastiky
Hledání svého vlastního autentického pohledu a výtvarného vyjádření a vyrovnání se s podvědomým ovlivněním sklářskou tvorbou svého otce bylo pro Bohumila Eliáše ml. nejednoduchým momentem. Po absolvování Střední uměleckoprůmyslové školy sklářské v Kamenickém Šenově proto zvolil další studium v ateliéru figurálního sochařství Jana Hendrycha na pražské Akademii výtvarných umění. Sochařské vidění zjevně ovlivnilo jeho další výtvarnou práci v celé její šíři. Bohumil Eliáš ml. je tvůrcem spíše introvertně zaměřeným a zahloubaným do poetiky nekřiklavých reálií soudobého světa. Jeho směřování k formulaci osobního výtvarného názoru se rozvíjí pozvolna, s mnohými návraty a zkoušením odlišného výrazu v použití různých materiálů.
Autor volí cestu oproštěnou od expresivní výbušnosti, komplikovaně se prolínajících prostorových plánů a narativních momentů. Dramatické děje „divadla světa“ nahrazuje hrou s kompozicí tvarů, detailů a fragmentů věcí bez složitých významových souvislostí. Je často zaujat jen torzálním, ale svébytně skulpturálním detailem architektury či reliéfní strukturou. Následně je povyšuje do výrazu tvarové monumentality. Pro své plastiky akceptoval výrazové možnosti skloviny. Použití skleněné hmoty zjemňuje prvotní strohost jeho prací jedinečnými momenty měkké barevné modelace pronikajícím světlem, násobením v průhledech. Sklo dodává Eliášovým plastikám vážnost zastavení, mlčenlivou tajemnost a umožňuje naznačit, že ve vnějškově velmi sevřených nefigurativních tvarech může být obsažen další skrytý svět – často zranitelně lidský. V jiné poloze používá sklo v minimalistickém pojetí lepeného hranolu ve spojení s kovem nebo jako kompaktní vrstvený tvar naplněný drobnopisnou vnitřní strukturou.

### Malba
K osobité jednoduchosti formy ve výrazu má blízko také autorova malířská tvorba. Eliášovy obrazy tematicky vycházejí z podobných prvků, jaké se objevují i ve skle. Plochu pláten často člení liniemi a abstraktními útvary s velmi úspornou barevností. Tyto prvky rytmicky opakuje v kompozicích, které vstupují do imaginativního volného prostoru. Plných tónů barev si ale naopak užívá v abstrahovaných tvarových variacích, čerpajících inspiraci v krajinných motivech či ve hravých plošných kreacích s náznaky skryté figurace.

### Zastoupení ve veřejných sbírkách
- Východočeské muzeum v Pardubicích
- Musée de Design et d’Arts Appliques Contemporains, Lausanne
- Glasmuseum, Ernsting stiftung, Coesfeld – Lette

### Samostatné výstavy
- 2006 Výstavní síň designu FUUD, Dubí u Teplic
- 2007 Galerie Chagall, Karviná
- 2008 Jednakujedný, Galerie Diamant, S.V.U. Mánes, Praha
- 2009 Galerie Chagall, Karviná

Glasrijk Tubbergen
- 2011 Galerie Solidet, Praha

Galerie Špejchar, Chomutov
Galerie U Slunce, Týn nad Vltavou
- 2012 Glasgalerie Hittfeld
- 2013 Galerie La Femme, Praha
- 2015 Galerie Nová síň (s Jaromírem Máslerem)

### Výstavy se skupinou Rubikon
- 2008 Krajská galerie výtvarného umění, Zlín
- 2009 Figura, Galerie SVU Mánes - Diamant, Praha

Krajina s Rubikonem, Zámek Bezdružice, Galerie Aspekt, Brno
- 2011 Neues Rathaus, Weiden
- 2012 Glasgalerie Eliška Stölting, Hittfeld
- 2013 Gruppe RUBIKON – Studio-Glas, Malerei, Graphik, Kunstverein Talstrasse e. V.,Halle

### Sympozia
- 2004 Svatý Jan pod Skalou, ( Dřevo )
- 2004 Hrad Bezdružice, ( Kámen )
- 2005 Hrad Bezdružice, ( Kámen )
- 2005 Uherské Hradiště, ( Bronz )